# Domenico Acerenza
Domenico Acerenza, född 19 januari 1995, är en italiensk simmare.

## Karriär
Vid Europamästerskapen i simsport 2021 tog Acerenza guld i lagtävlingen i öppet vatten-simning och brons på 1500 meter frisim. Vid olympiska sommarspelen 2020 i Tokyo slutade Acerenza på nionde plats på 1 500 meter frisim och blev utslagen i försöksheatet.
I juni 2022 vid VM i Budapest tog Acerenza silver på 10 km samt brons i lagtävlingen i öppet vatten-simning.